# Stazione di Pontresina
La stazione di Pontresina è la stazione principale dell'omonima cittadina svizzera. Si trova sulla ferrovia del Bernina ed è capolinea della ferrovia dell'Engadina, entrambe gestite dalla Ferrovia Retica (RhB).

## Storia

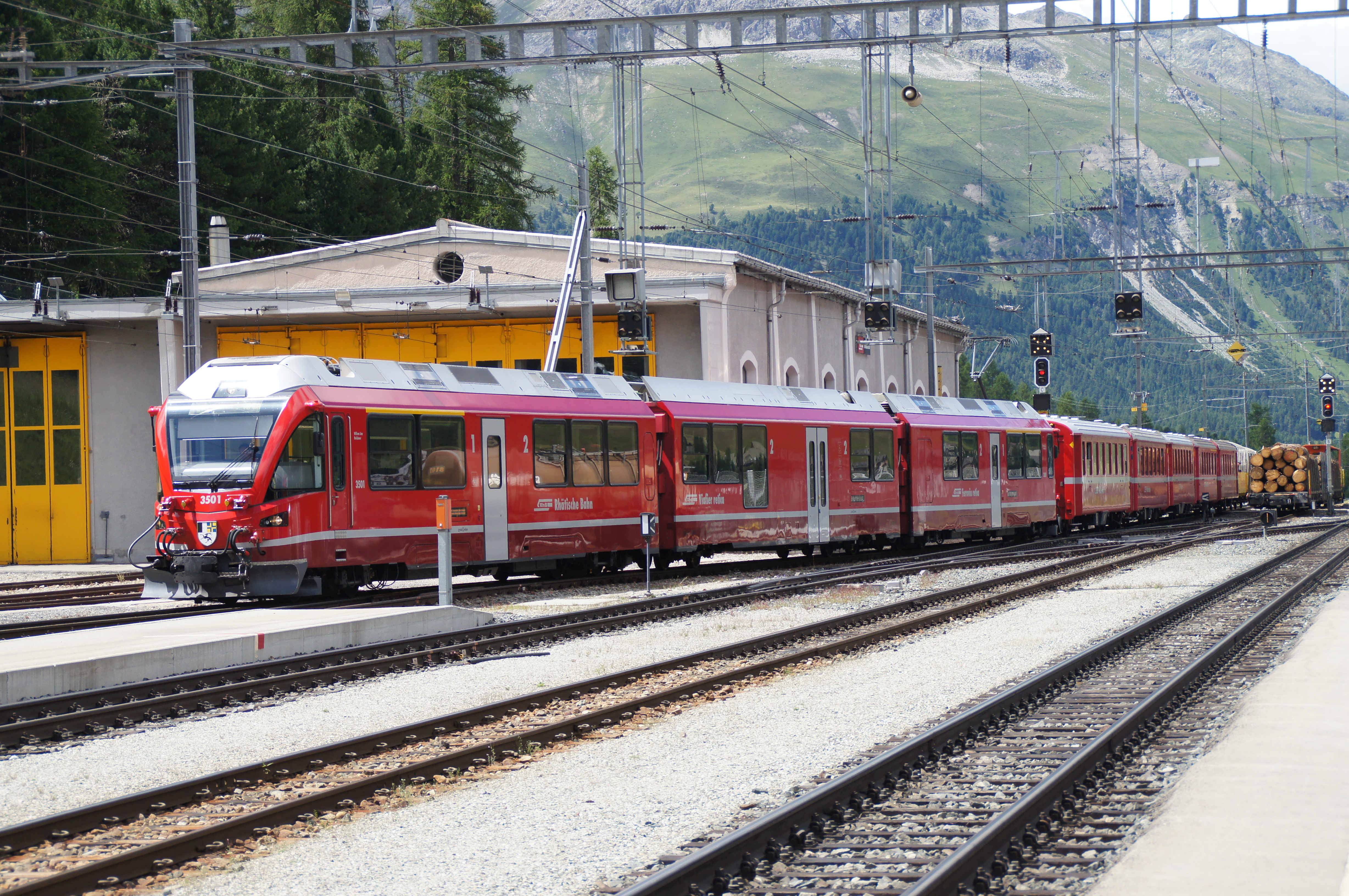
L'ABe 8/12 "Allegra" 3501 e rimorchiate in arrivo sul quarto binario

La stazione fu aperta al servizio il 1º luglio 1908 quando furono attivate le tratte Pontresina-Morteratsch della linea del Bernina e Pontresina-Samedan della ferrovia dell'Engadina. Il progetto iniziale fu quello di attivare la sezione settentrionale della linea del Bernina da Morteratsch fino a Sankt Moritz, ma, a causa di rallentamenti nei lavori di costruzione, fu possibile attivarlo solo fino a Pontresina.
Nell'agosto 1908, la linea del Bernina giunse alla fermata di Celerina Staz, mentre la stazione di Sankt Moritz fu raggiunta nel luglio 1909 dopo il completamento della galleria di Charnadüra II. Il servizio Sankt Moritz-Tirano iniziò il 5 luglio 1910.
La stazione fu gestita in condivisione dalla Ferrovia Retica, che eserciva la linea dell'Engadina, e dalla Berninabahn (BB), che gestiva quella del Bernina, finché quest'ultima non fu assorbita dalla RhB nel 1943.

## Strutture ed impianti

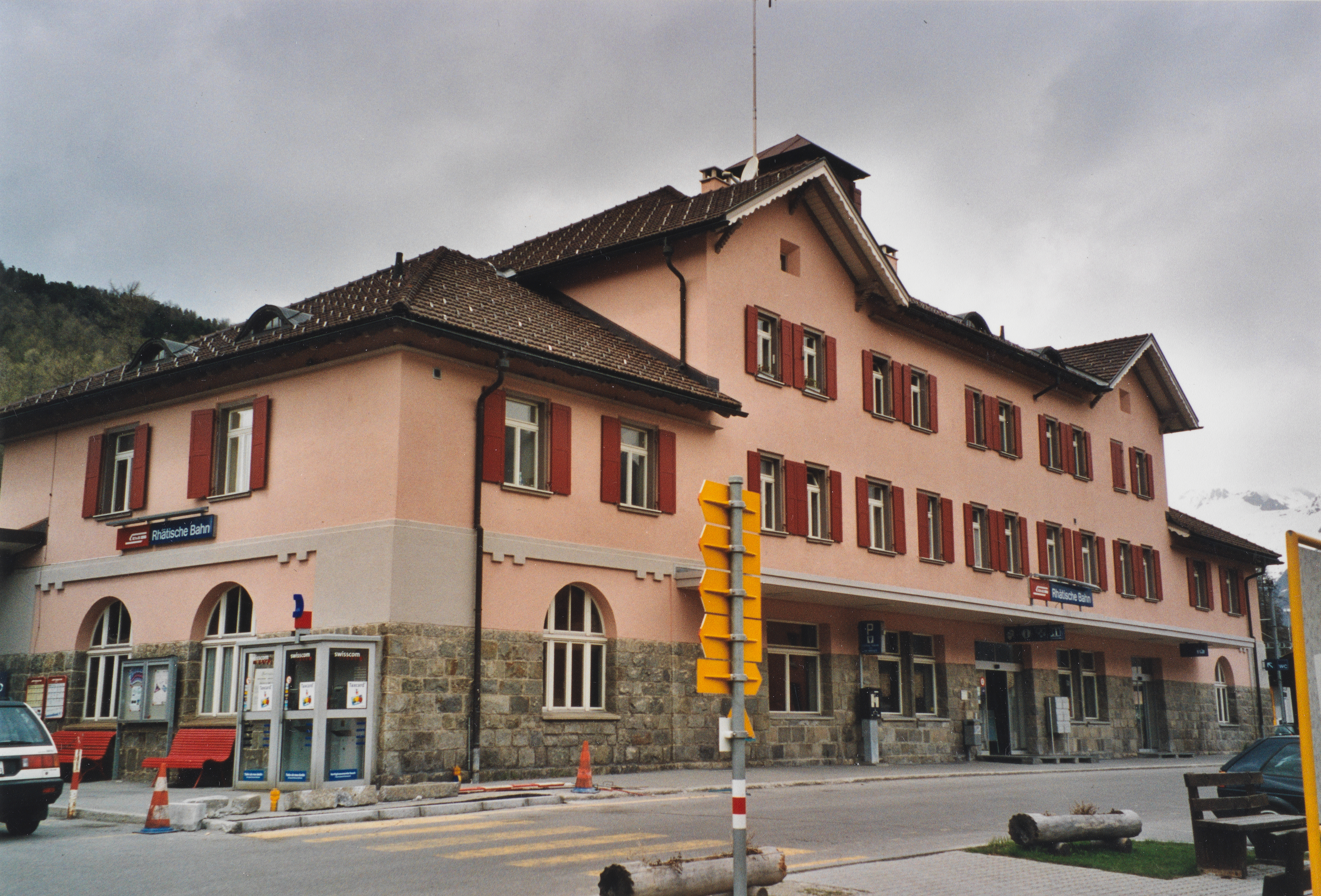
Il fabbricato viaggiatori nel 2001.

Il fabbricato viaggiatori è un edificio a tre livelli fuori terra, dotato di due ali, a nord e a sud del corpo principali, anch'esse a due livelli.
Il piazzale è dotato di sette binari di cui tre – il primo, il terzo e il quarto – adibiti al servizio viaggiatori. Una banchina a isola è posta in mezzo al terzo e al quarto binario ed è collegata alla banchina del primo tramite un sottopassaggio.
Le due linee ferroviarie sono alimentate da due sistemi diversi: quello dell'Engadina a corrente alternata con tensione da 11000 volt, mentre quello del Bernina con 1000 volt in corrente continua. Di conseguenza, su alcuni binari al centro del piazzale è possibile commutare il tipo di corrente da continua ad alternata, e viceversa.
A nord-ovest del piazzale binari è presente il deposito locomotive, mentre a nord-est è presente lo scalo merci con magazzino e piano caricatore. Quest'ultima struttura è completamente in legno e copre parzialmente anche il piano caricatore.

## Movimento

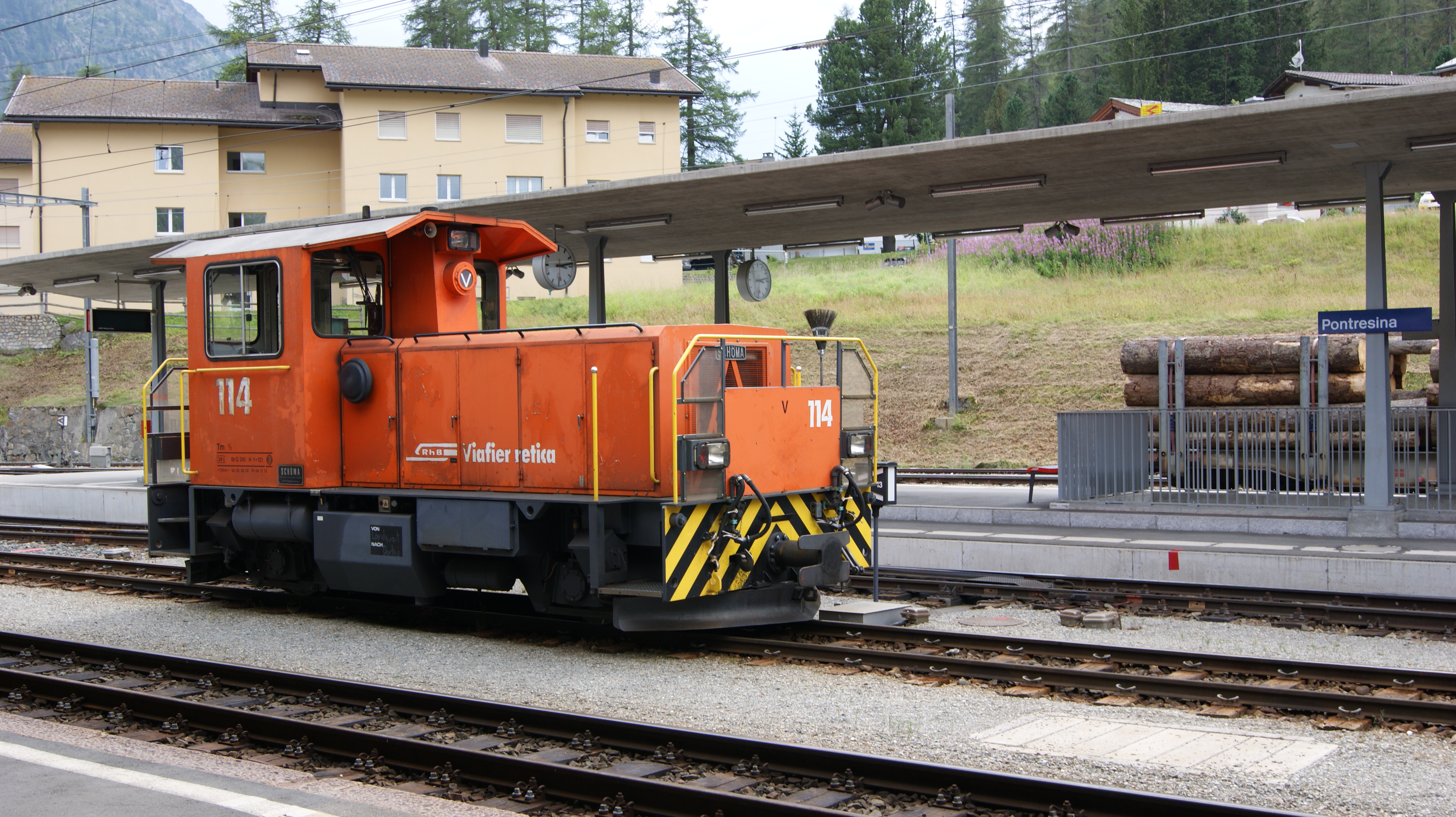
Il locomotore RhB 114 per il servizio di manovra

La stazione è servita dai treni regionali Tirano-Sankt Moritz e Pontresina-Scuol, a cadenza oraria. È fermata del Personenzug Express (PE) Bernina Express (Tirano-Coira/Sankt Moritz).
In stazione è presente un locomotore diesel della Ferrovia Retica per il servizio di manovra.

## Interscambi
Nel piazzale antistante al fabbricato viaggiatori è presente la fermata Pontresina Bahnhof, servita dagli autopostali Le Prese-Samedan e Sankt Moritz-Livigno.